# بي أيه إي سيستمز
بي أيه إي سيستمز (بالإنجليزية: BAE Systems)‏ واسمها اختصار لـBritish Aerospace Engineering Systems والتي تعني نظم هندسة الفضاء والجو البريطانية، هي شركة متعددة الجنسيات مختصة في الصناعات الجوية والدفاعية والفضائية مقرها في لندن في المملكة المتحدة ولها فروع في جميع أنحاء العالم مثل: أستراليا، والهند، والسعودية. تُعد من أضخم الشركات وأهمها حول العالم في مجال الصناعات الدفاعية في العالم. أكبر عملائها هما المملكة المتحدة والولايات المتحدة الأمريكية، حيث تعدّ BAE سيستمز واحدة من أكبر ست شركات موردة لوزارة الدفاع الأمريكية. وقد تأسست الشركة في 30 نوفمبر 1999 بعد الاندماج بين بريتش ايروسبايس (BAe) وماركوني الكترونك سيستمز (MES) والشركة التابعة لجنرال الكتريك شركة بي إل سي (GEC).

تعتبر شركة بي أيه إي سيستمز إحدى أكبر الشركات العالمية العاملة في مجال الطيران والفضاء والعلوم والتقنية، حيث يبلغ تعداد موظفيها 83.200 موظفاً حول العالم، لتوفر الشركة بذلك مدىً واسعاً من الخدمات الهندسية المقدمة لمئات العملاء في مختلف قارات العالم.

## بي أيه إي سيستمز السعودية
في السعودية تقدم الشركة خدماتها لعدد من القطاعات العسكرية، فيما ترتبط بعلاقة تبادلية مع العديد من الشركات العاملة في القطاع الصناعي السعودي، حيث يبلغ عدد موظفيها في السعودية نحو 5800 موظفاً، يمثل السعوديون منهم أكثر من %68 الأمر الذي يجعل من بي أيه إي سيستمز إحدى أكبر الشركات العالمية الموظفة للسعوديين في القطاع الخاص.

ومنذ العام 1966م عملت بي أيه إي سيستمز (المعروفة سابقاً باسم الشركة البريطانية للطيران والفضاء) على تقديم منظومة شاملة تعنى بنقل التقنية والمعرفة إلى أرض المملكة العربية السعودية، وتأهيل الشباب السعودي ليكونوا قادرين على إدارة هذه المعرفة والتقنية محلياً. ومنذ ذلك الحين ساهمت الشركة في تدريب الآف المواطنين السعوديين في العديد من المجالات، لاسيما تلك المتعلقة بالقطاعات الفنية والهندسية وعلوم الطيران.

وبالإضافة إلى نقل التقنية وتوطين المعرفة وتدريب الشباب السعودي، فإن الشركة تقوم بدور ريادي من خلال توفير مجموعة متنوعة من المنتجات والخدمات المقدمة لعدد من القطاعات العسكرية في المملكة، تتضمن الإلكترونيات المتقدمة والحلول الأمنية وتكنولوجيا المعلومات.

مجتمعياً، تحرص الشركة على تشجيع النشاطات التي تهم المجتمع، بما في ذلك مساندة الأعمال التي تترجم مبادرتها الوطنية في دعم برامج المسؤولية الاجتماعية واعتبارها جزءاً من منظومة أعمالها، وليس نوعاً من الأعمال الخيرية التي تقوم بها مجاملة. ومن هذه المساهمات الدعم المستمر للعديد من الجمعيات الخيرية في المملكة، بالإضافة دعم التعليم من خلال العديد من البرامج والمبادرات، منها البرنامج السنوي لأبحاث ما بعد الدكتوراه، فضلاً عن كون الشركة من مؤسسي جامعة الفيصل (بالرياض) وبرنامج المنح الدراسية الجامعية، وبرنامج التدريب الصيفي لطلاب المدارس. ورعاية الشركة لـ 24 جائزة مشاريع تخرج جامعية في كل عام مع تقديمها لمنح مالية لأصحاب تلك المشاريع.

وضمن مشاركتها في حركة التصنيع المحلي في السعودية، فقد سعت بي أيه إي سيستمز إلى نقل العديد من المهام الهندسية الصناعية إلى الشركات السعودية وذلك بهدف الاعتماد على المصادر المحلية.

وقد أثمرت كافة هذه الأنشطة والمجهودات عن حصول الشركة على العديد من الجوائز في مختلف المجالات، منها جائزة الأمير نايف للسعودة، وجائزة العلامة التجارية الأبرز في مجال الدفاع والطيران، وكذلك جائزة أفضل شركة سعودية في مجال التقنية للعام 2015، بالإضافة إلى العديد من الجوائز الأخرى.

وتكمن أهم عناصر إستراتيجية الشركة تجاه سوقها الرئيس في المملكة العربية السعودية في سعيها الدؤوب نحو تطوير القدرات التصنيعية للشركة في المملكة، مع التركيز على إمكانية النمو في بيئة اقتصادية قوية، والعمل في الوقت ذاته على الوفاء بمتطلبات عملائها الدفاعية والأمنية في المجالات الجوية والبرية والبحرية، مع وضع أسس فاعلة لتوفير فرص وظيفية بعيدة المدى، ومن اجل هذه الغاية استثمرت الشركة في عددٍ من الشركات السعودية بهدف نقل التقنية وتوطين المعرفة والاستفادة من الخبرات مع تقديم الخدمات لتلك الشركات، وهي كل من: شركة الالكترونيات المتقدمة، وشركة الدولية لهندسة النظم، وشركة بي أيه إي سيستمز السعودية للتطوير والتدريب، والشركة السعودية للصيانة وإدارة خطوط الإمداد المحدودة. وتشكل هذه الشركات اليوم قاعدة رئيسية لتطوير القدرات الصناعية في مجال علوم الطيران والتقنيات الأمنية.